# Ammannia purpurascens
Ammannia purpurascens är en fackelblomsväxtart som först beskrevs av Abílio Fernandes, och fick sitt nu gällande namn av S.A.Graham och Gandhi. Ammannia purpurascens ingår i släktet Ammannia och familjen fackelblomsväxter. Inga underarter finns listade i Catalogue of Life.